# Mnesarete pudica
Mnesarete pudica är en trollsländeart. Mnesarete pudica ingår i släktet Mnesarete och familjen jungfrusländor.

## Underarter
Arten delas in i följande underarter:
- M. p. pudica
- M. p. phryne